# Chiesa di Nostra Signora di Misericordia
La chiesa di Nostra Signora di Misericordia è una chiesa situata a San Pietroburgo nel distretto di Vasileostrovskij. È stata costruita nel 1898 in onore dell'incoronazione di Alessandro III e Dagmar di Danimarca, in stile neobizantino. La chiesa ha anche funto da esempio per la più grande Cattedrale di San Nicola della Marina. Vicino all'edificio c'erano un ospizio per le elemosine, un ricovero per bambini, scuole per orfani e una società benevola. Nel 1932 il governo sovietico chiuse il tempio e nel suo edificio fu posta una stazione educativa e tecnica per un facile controllo degli accessi. Dal luglio 2015 l'edificio della chiesa è chiuso per restauro e i servizi si svolgono nella cappella.